# Rædwulf di Northumbria
Rædwulf (fl. IX secolo) è stato re di Northumbria intorno all'858.

## Biografia
Potrebbe essere stato un parente di Osberht e Ælla. Salì sul trono quando Æthelred, figlio di Eanred, venne deposto. Di lui si sa solo che morì combattendo contro i pagani (forse vichinghi), notizia riportata dal Flores Historiarum di Roger di Wendover. Secondo quest'ultimo regnò nell'844, anche se recenti scoperte porterebbero a datare il suo regno all'858 circa. Dopo di lui Æthelred sarebbe stato rimesso sul trono.